# Isometopsallops
Isometopsallops is een geslacht van wantsen uit de familie van de Miridae (Blindwantsen). Het geslacht werd voor het eerst wetenschappelijk beschreven door Herczek & Popov in 1992.

## Soorten
Het genus bevat de volgende soorten:

- Isometopsallops prokopi Vernoux, Garouste & Nel, 2010
- Isometopsallops schuhi Herczek & Popov, 1992